# Ruben Drole
Ruben Drole (geboren 1980 in Winterthur, Schweiz) ist ein Schweizer Opernsänger (Bassbariton).

## Leben
Ruben Drole wurde als Sohn eines slowenischen Vaters und einer spanischen Mutter in der Schweiz geboren. Er studierte bei Jane Thorner Mengedoht an der Hochschule für Musik und Theater in Zürich und gewann bereits während seines Studiums mehrere Gesangswettbewerbe; sein Diplom absolvierte er mit Auszeichnung.
Im Jahr 2004 wurde er ins Internationale Opernstudio Zürich aufgenommen, 2005 ins Ensemble der Zürcher Oper. Dort wurde er gleich mit größeren Partien betraut, wie dem Lucio Cinna in Johann Christian Bachs Lucio Silla, dem Simone in Mozarts La finta semplice, dem Haly in Rossinis L’italiana in Algeri und dem Papageno in der von Nikolaus Harnoncourt dirigierten Zauberflöten-Inszenierung von Martin Kušej, die auch bei der Deutschen Grammophon auf DVD erschienen ist. In den drei Da-Ponte-Opern, inszeniert von Sven-Eric Bechtolf und dirigiert von Franz Welser-Möst, übernahm Drole den Guglielmo, den Figaro und den Leporello. Er sang an seinem Stammhaus auch die Titelrolle in Paisiellos Il barbiere di Siviglia, den Argante in Händels Rinaldo unter William Christie und auch den Wurm in Verdis Luisa Miller.
Im Sommer 2006 gastierte er als Haly beim Festival d’Aix-en-Provence, mit dem Cleveland Orchestra sang er konzertant die drei Da-Ponte-Rollen, im Mai und Juni 2011 verkörperte er den Papageno beim Spoleto Festival USA. Kurz danach debütierte er als Kecal in Smetanas Verkaufter Braut bei der Styriarte in Graz, am Pult stand Nikolaus Harnoncourt. Im Februar 2012 sang und spielte er den Figaro in einer Inszenierung von Harald Schmidt mit den Bochumer Symphonikern unter Steven Sloane.
Zu Pfingsten und im Sommer 2012 übernahm er bei den Salzburger Festspielen den Achilla in Händels Giulio Cesare in Egitto – mit vier Countertenören, Cecilia Bartoli als Cleopatra und Giovanni Antonini am Pult. 2013 sang er in Salzburg in einer konzertanten Aufführung von Walter Braunfels Jeanne d’Arc – Szenen aus dem Leben der Heiligen Johanna die Rolle des Herzogs von La Trémouille. Ende 2013/Anfang 2014 verkörperte er den Minister in der Fidelio-Inszenierung von Andreas Homoki am Zürcher Opernhaus.
Mit dem Concentus Musicus Wien unter Harnoncourt absolvierte Drole eine Japan-Tournee mit dem Mozart-Requiem und dem Messias, sang Beethovens Christus am Ölberge im Wiener Musikverein und beim Lucerne Festival, sowie im Juli 2010 Die Schöpfung bei der Styriarte Graz und im März 2014 im Theater an der Wien konzertant den Leporello. Er übernahm auch die Bass-Soli in Mozarts Krönungsmesse mit dem Concertgebouw-Orchester unter Ton Koopman und in Händels Israel in Egypt mit dem Concerto Köln unter Emmanuelle Haïm. Mit dem Cleveland Orchestra unter Franz Welser-Möst gastierte er in Cleveland, am Lincoln Center in New York, in der Alten Oper in Frankfurt am Main und in der Salle Pleyel in Paris. Drole bestreitet auch regelmäßig Liederabende.

## Auszeichnungen
- 2004: Prix des amis du Festival d’art lyrique, Aix-en-Provence
- 2005: Kulturpreis der Stiftung „Pro Europa“
- 2008: Carl-Heinrich-Ernst-Kunstpreis